# Quina (vino)

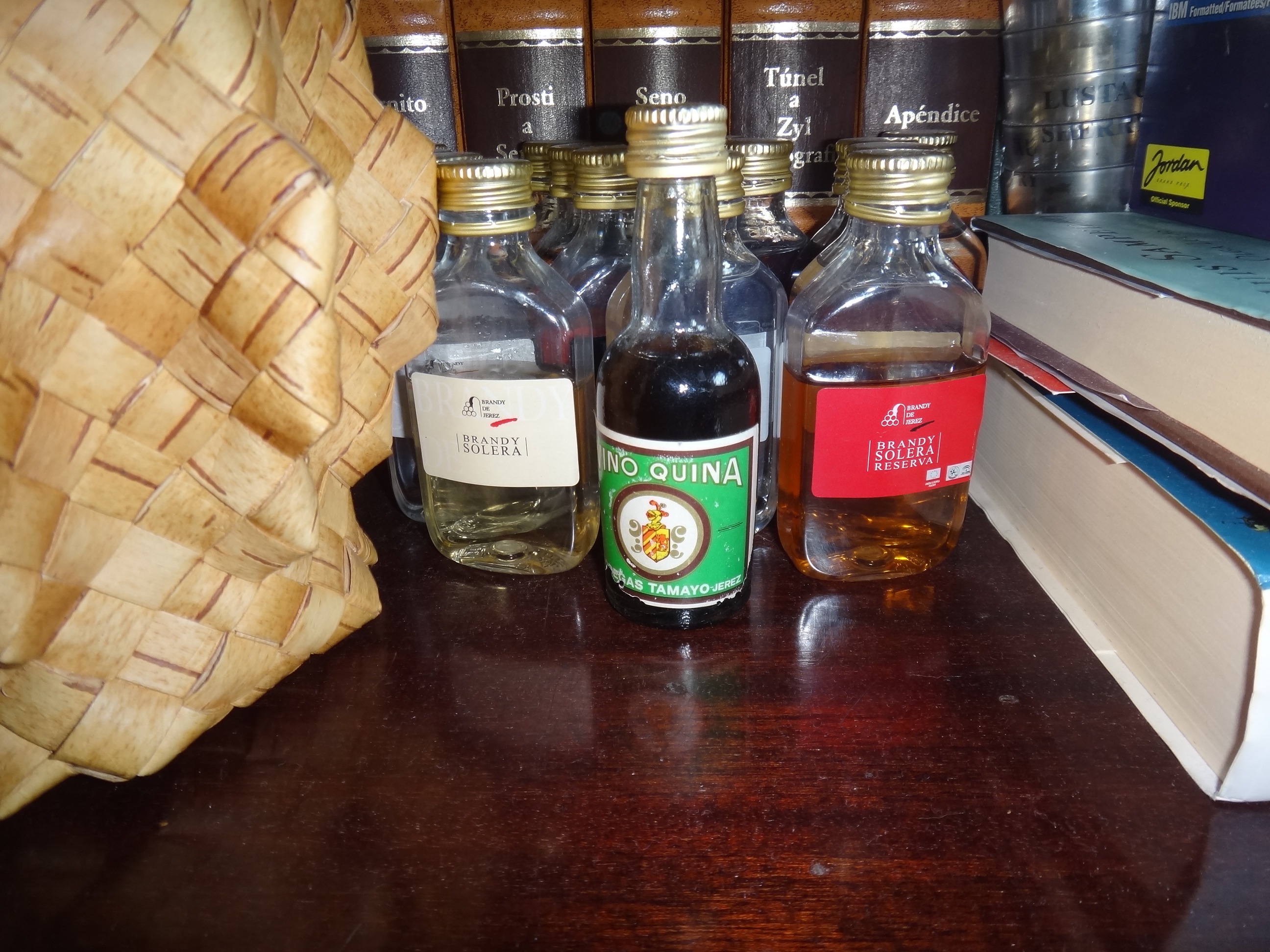
Botella de quina en miniatura

La Quina es un vino de Jerez.

## Producción
Se produce a partir de los restos que quedan en las botas (principalmente de vinos "fuertes" como moscatel, pedro ximénez y oloroso) y añadiendo azúcar.

## Uso
Al no ser un vino "noble", su principal uso históricamente ha sido reconstituyente.